# 帕罗尔多
帕罗尔多（義大利語：Paroldo），是意大利库内奥省的一个市镇。总面积12平方公里，人口232人，人口密度19.3人/平方公里（2009年）。ISTAT代码为004160。